# Нићифорово
Нићифорово (мкд. Никифорово) је насељено место у Северној Македонији, у северозападном делу државе. Нићифорово припада општини Маврово и Ростуша.
Данас је Нићифорово важно туристичко насеље у оквиру веће високопланинске туристичке области Маврова.

## Географски положај
Насеље Нићифорово је смештено у северозападном делу Северне Македоније. Од најближег већег града, Гостивара, насеље је удаљено 30 km југозападно.
Нићифорово се налази у оквиру високопланинске области Маврово. Насеље је положено високо, на североисточним висовима планине Бистре. Северно се протезала Мавровска висораван, које 1947. године, подизањем бране, претворено у Мавровско језеро. Надморска висина насеља је приближно 1.260 метара.
Клима у насељу је оштра планинска.
Нићифорово се данас налази у највећем националном парку у Северној Македонији, Националном парку „Маврово“.

## Историја
Почетком 20. века већина мештана Нићифорова су били верници Српске православне цркве. Записано је 1898. године 45 српских кућа у месту. Ту се налазила православна црква посвећена Св. Пантелејмону (Св. Пантелији). Парох Костић се 1900. године захвалио дародавцима. Младен Марковић механџија у Београду (родом из тог места) је поклонио цркви комплет 12 месечних минеја (вредних 1000 златних гроша) као и сребрну позлаћену дарохранилицу у ћивоту (вредну 200 златних гроша). Такође удова предузимача Дамњана - Живка Спасић даровала је храм са једном свештеничком одеждом (вредно 2000 златних гроша).
Српска народна школа у месту ради од 1886. године. Домаћин школски о Савиндану 1899. године био је С. Аврамовић. Службовао је у школи и цркви поп Данило Штерјовић. Светосавску беседу је изговорио учитељ Ставра Спирић, а захвалост изразио други учитељ Тодор Богдановић. Прославили су становници тог места и следеће 1900. године, у храму и школи, школску славу Св. Саву. Чинодејствовао је млади парох поп Данило Костић, а народ је дочекао у школи домаћин славе Новак Анастасовић ханџија. По резању славског колача беседио је учитељ Јеремија Петровић, његов колега Тодор Богдановић се захвалио присутнима.
У априлу 1938. село је страдало у пожару.

## Становништво
По попису становништва из 2002. године Нићифорово је имало 10 становника.
Претежно становништво у насељу су етнички Македонци (100%).
Већинска вероисповест у насељу је православље.

## Личности
- Видоје Смилевски
- Чеде Филиповски